# Orestes Quintana
Orestes Quintana Vigo (Barcelona, España; 1882 - Ib.; 4 de abril de 1909) fue un deportista olímpico español.

## Biografía
Junto a su hermano Arquímedes, practicó el remo en el Real Club de Regatas de Barcelona (posteriormente Real Club Marítimo), sociedad de la que fue también directivo. En 1900 participó en las pruebas de remo de los Juegos Olímpicos de París. Compitió en la modalidad de cuatro con timonel, junto con José Fórmica-Corsi, Juan Camps, Antonio Vela y Ricardo Margarit, todos ellos en representación del Real Club de Regatas. Participaron en la primera serie y fueron segundos, con un tiempo de 6 minutos y 38 segundos, quedando fuera de la final. Dada la juventud del equipo, disputaron también el torneo júnior de la mismo prueba —considerado no olímpico—, llegando en última posición.
Al margen del remo practicó múltiples deportes, como era habitual en los «sportsmen» de su época. Fue jugador y árbitro de fútbol, inicialmente como socio del FC Barcelona. Entre 1900 y 1901 jugó como delantero en distintos «teams» del club, incluyendo el primer equipo, y posteriormente jugó en las filas del Universitari. En 1902 fue uno de los fundadores el Rowing Football Club, equipo de fútbol creado por socios del Real Club de Regatas. En los tres clubes coincidió con Ricardo Margarit; ambos practicaron también el gouret, modalidad de hockey en boga en la Barcelona de principios del siglo XX.
Orestes Quintana fue también uno de los pioneros del periodismo deportivo español, como redactor de «Los Deportes». Falleció a los 28 años a causa de una tuberculosis.